# Lijst van oorlogsmonumenten in Terneuzen
De gemeente Terneuzen heeft 27 oorlogsmonumenten. Hieronder een overzicht.
| Nr.                             | Object                                                      | Herdachte groep | Ontwerper                                                           | Onthulling        | Type            | Locatie                                  | Plaats       | Coördinaten                   | Foto                                                        |
| ------------------------------- | ----------------------------------------------------------- | --- | ------------------------------------------------------------------- | ----------------- | --------------- | ---------------------------------------- | ------------ | ----------------------------- | ----------------------------------------------------------- |
| 113                             | Indië-monument                                              | militairen in dienst van het Ned. Kon. na 1945                                                                       |                                                                     | 30 augustus 1996  | overig          | Koninginnelaan, 4532 BN                  | Terneuzen    | 51° 19' 58" NB, 3° 50' 27" OL | Meer afbeeldingen                                           |
| 529                             | Landingsmonument                                            | geallieerde militairen                                                                                               |                                                                     |                   | beeld/sculptuur | Scheldedijk/Paviljoenweg                 | Biervliet    | 51° 20' 52" NB, 3° 43' 47" OL | Landingsmonument                                            |
| 639                             | Herdenkingsmonument                                         | algemeen | Philip ten Klooster                                                 |                   | reliëf          |                                          | Biervliet    | 51° 19' 45" NB, 3° 41' 19" OL | Herdenkingsmonument                                         |
| 937                             | Pools oorlogsgraf                                           | |                                                                     |                   | beeld/sculptuur |                                          | Zuiddorpe    | 51° 14' 5" NB, 3° 54' 11" OL  | Pools oorlogsgraf                                           |
| 1726                            | Monument voor Poolse Militairen                             | geallieerde militairen                                                                                               | Cephas Stauthamer                                                   | 18 september 1948 | beeld/sculptuur | Zeestraat, 4571 BD                       | Axel         | 51° 15' 52" NB, 3° 54' 30" OL | Monument voor Poolse Militairen                             |
| 1728                            | Pools Kruis                                                 | geallieerde militairen                                                                                               | Poolse oud-strijders                                                | 19 september 1945 | Kruis           | Hulsterseweg, 4571 RH                    | Axel         | 51° 16' 12" NB, 3° 57' 9" OL  | Pools Kruis                                                 |
| 1953                            | Oorlogsmonument                                             | geallieerde militairen, Militairen in dienst van het Ned. Kon. 1940-1945, burgerslachtoffers, vervolgden Nederland   | Ing. J.M.H.M. van Rest                                              | 19 september 1994 | zuil            | Keizer Karelplein, 4551 CJ               | Sas van Gent | 51° 13' 45" NB, 3° 48' 7" OL  | Oorlogsmonument                                             |
| 1956                            | Oorlogsmonument                                             | allen, militairen in dienst van het Ned. Kon. na 1945, burgerslachtoffers                                            | Dhr. Maurice Kindt, dhr. A. Rammeloo                                | 19 september 1994 | gedenksteen     | Graafjansdijk A 189, 4554 AM             | Westdorpe    | 51° 13' 60" NB, 3° 49' 41" OL | Oorlogsmonument                                             |
| 1957                            | Slag bij de Isabellasluis                                   | geallieerde militairen, overig                                                                                       | Vereniging tot Behoud van de Historie van Philippine                | 21 september 1994 | plaquette       | 4553 PN                                  | Philippine   | 51° 16' 48" NB, 3° 45' 35" OL | Slag bij de Isabellasluis                                   |
| 2092                            | Oorlogsmonument                                             | verzet Nederland | K.J. Huineman (ontwerp), Pieter Starreveld (1911-1989) (uitvoering) |                   | zuil            | Nieuwe Sluis, 4537                       | Terneuzen    | 51° 19' 32" NB, 3° 37' 5" OL  | Meer afbeeldingen                                           |
| 2179                            | Bevrijdingssteen                                            | algemeen, geallieerde militairen                                                                                     |                                                                     | 19 september 1945 | gedenksteen     | Markt, 4571 BG                           | Axel         | 51° 15' 56" NB, 3° 54' 32" OL | Bevrijdingssteen                                            |
| 2180                            | Monument bij de Poolse oorlogsgraven                        | algemeen, geallieerde militairen                                                                                     | A.C. Bom                                                            |                   | gedenkmuur      | Burchtlaan, 4571 HR                      | Axel         | 51° 15' 49" NB, 3° 54' 16" OL | Monument bij de Poolse oorlogsgraven                        |
| 2181                            | Monument op het Szydlowskiplein                             | algemeen,geallieerde militairen                                                                                      | Klinkhamers                                                         |                   | gedenkbank      | Szydlowskiplein, 4571 EW                 | Axel         | 51° 15' 60" NB, 3° 54' 33" OL | Monument op het Szydlowskiplein                             |
| 2599                            | RAF-monument                                                | geallieerde militairen,Overig                                                                                        |                                                                     | 27 november 1979  | gedenksteen     | Scheldeboulevard, 4531 EJ                | Terneuzen    | 51° 20' 11" NB, 3° 50' 22" OL | RAF-monument                                                |
| 2605                            | Monument voor Rijkswaterstaatsambtenaren                    | burgerslachtoffers, verzet Nederland                                                                                 | Marian Gobius (1910-1994)                                           | 8 september 1948  | reliëf          | Bellamystraat 28c, 4532 CP               | Terneuzen    | 51° 19' 42" NB, 3° 50' 26" OL | Monument voor Rijkswaterstaatsambtenaren                    |
| 2702                            | Vrijheidsboom                                               | allen |                                                                     | 1 mei 1995        | boom            | Julianastraat, 4542 BA                   | Hoek         | 51° 18' 29" NB, 3° 46' 52" OL | Vrijheidsboom                                               |
| 2703                            | Bevrijdingsboom                                             | allen |                                                                     | 1 oktober 1994    | boom            | Braakmanlaan, 4521 AA                    | Biervliet    | 51° 19' 35" NB, 3° 41' 22" OL | Bevrijdingsboom                                             |
| 2704                            | Oorlogsmonument                                             | burgerslachtoffers                                                                                                   |                                                                     |                   | plaquette       | Burgemeester Maarleveldstraat, 4521 BJ   | Biervliet    | 51° 19' 44" NB, 3° 41' 14" OL | Oorlogsmonument                                             |
| 2727                            | Gdynia-Bridge                                               | geallieerde militairen                                                                                               |                                                                     |                   | plaquette       |                                          | Axel         | 51° 15' 57" NB, 3° 54' 33" OL | Gdynia-Bridge                                               |
| 2728                            | Pools oorlogsgraf                                           | |                                                                     |                   | plaquette       |                                          | Koewacht     | 51° 13' 44" NB, 3° 58' 13" OL | Pools oorlogsgraf                                           |
| 2732                            | Plaquette in de R.K. kerk                                   | militairen in dienst van het Ned. Kon. na 1945, militairen in dienst van het Ned. Kon. 1940-1945, burgerslachtoffers |                                                                     |                   | plaquette       | Kerkplein 2, 4576 AS                     | Koewacht     | 51° 13' 44" NB, 3° 58' 13" OL |                                                             |
| 2733                            | Monument op de R.K. begraafplaats                           | militairen in dienst van het Ned. Kon. na 1945, militairen in dienst van het Ned. Kon. 1940-1945, burgerslachtoffers |                                                                     |                   | Kruis           | Kerkplein 2, 4576 AS                     | Koewacht     | 51° 13' 44" NB, 3° 58' 13" OL |                                                             |
| 2735                            | Plaquette op de Poolse brug                                 | algemeen, geallieerde militairen                                                                                     |                                                                     |                   | plaquette       | Axelsestraat, 4543 CD                    | Zaamslag     | 51° 18' 19" NB, 3° 54' 45" OL | Plaquette op de Poolse brug                                 |
| 2736                            | Monument voor Luitenant Boudry                              | geallieerde militairen                                                                                               |                                                                     |                   | gedenksteen     | Noordstraat                              | Sluiskil     | 51° 18' 42" NB, 3° 46' 36" OL | Monument voor Luitenant Boudry                              |
|                                 | Grafmonument voor P.J. Kindt op R.K begraafplaats Westdorpe | militairen in dienst van het Ned. Kon. 1940-1945                                                                     |                                                                     |                   | graf            | Graafjansdijk A 190, 4554 AM             | Westdorpe    | 51° 14' 3" NB, 3° 49' 44" OL  | Grafmonument voor P.J. Kindt op R.K begraafplaats Westdorpe |
|                                 | Grafmonument, begraafplaats Veerstraat                      | burgerslachtoffers                                                                                                   |                                                                     |                   | graf            | Veerstraat, 4543 NM                      | Zaamslag     | 51° 18' 45" NB, 3° 55' 3" OL  | Grafmonument, begraafplaats Veerstraat                      |
|                                 | Britse oorlogsgraven op begraafplaats Veerstraat            | geallieerde militairen                                                                                               |                                                                     |                   | graf            | Veerstraat, 4543 NM                      | Zaamslag     | 51° 18' 45" NB, 3° 55' 3" OL  | Britse oorlogsgraven op begraafplaats Veerstraat            |
| Dit oorlogsmonument op Wikidata | Stolpersteine                                               | vervolgden Nederland                                                                                                 | Gunter Demnig                                                       |                   | reliëf          | Zie Lijst van Stolpersteine in Terneuzen | Terneuzen    |                               | Meer afbeeldingen                                           |

Borsele ·
Goes ·
Hulst ·
Kapelle ·
Middelburg ·
Noord-Beveland ·
Reimerswaal ·
Schouwen-Duiveland ·
Sluis ·
Terneuzen ·
Tholen ·
Veere ·
Vlissingen